# Шлейнштайн, Бруно
Бруно С. (настоящее имя Бруно Шлейнштайн; 2 июня 1932, Берлин, Германия — 11 августа 2010, Берлин, Германия) — немецкий актёр, художник и музыкант.

## Биография
В возрасте трёх лет сильно избит матерью-проституткой, из-за чего на время потерял слух и попал в психиатрическую клинику, в подобных учреждениях провёл всё своё детство и отрочество. Позднее работал на заводе, лифтёром, уличным музыкантом.
В 1974 году Бруно С. исполнил главную роль в фильме Вернера Херцога «Каждый за себя, а Бог против всех» (1974) по роману Якоба Вассермана «Каспар Хаузер, или Леность сердца» о судьбе известного в XIX веке найдёныша Каспара Хаузера. В 1977 году он вновь работал у Херцога, сыграв Бруно Строшека в драме «Строшек», рассказывающей о судьбе немецких эмигрантов.
Другие работы в кино — в фильме Лутца Эйсхольца «Любить жизнь, жить в любви» (1977) и в короткометражке Яна Ралске «Ушли, забыли, прошли» (1994).
Выступал и как композитор и музыкант, в том числе и в кино.
В 2004 году в Нью-Йорке состоялась выставка его художественных работ.